# Deutsche Tourenwagen Meisterschaft
O Deutsche Tourenwagen Meisterschaft (DTM), ou Campeonato Alemão de Carros de Turismo foi um campeonato de carros de turismo entre 1984 e 1996. Originalmente sediado na Alemanha, chegou a ter provas em outros países da Europa e mais tarde em outras partes do mundo.
O DTM original, deu sequência às corridas baseadas em carros de produção quando a antiga Deutsche Rennsport Meisterschaft adotou as regras do Grupo 5 em 1977 e o ainda mais dispendioso Grupo C em 1982, levando ao seu declínio. Desde o ano 2000 um novo campeonato DTM vem ocorrendo, sendo agora denominado Deutsche Tourenwagen Masters, também organizado pela ITR.